# Aema buin 4
Aema buin 4 (en coreano, 애마부인 4) es una película de drama romántico erótico surcoreana de 1990 dirigida por Suk Do-won. Es la cuarta película en la serie Aema buin, la serie de películas de mayor duración en el cine coreano.

## Sinopsis
En esta entrada de la serie de larga duración Aema buin, el esposo de Aema se involucra románticamente con una mujer japonesa después de aceptar un trabajo en una empresa japonesa. Aema también debe lidiar con dos hombres que le están haciendo insinuaciones románticas.

## Reparto
- Ju Ri Hye como Aema[1]
- Lee Dong-jun como Esposo
- You Young-kook
- Yoon Ji-won como Erica
- Shin Sung-ha como Moon-ho
- Choe Ho Jin como ROTC
- Jin Yeo-jin como Yoshiko